# Dept. Heaven
Dept. Heaven é uma série de jogos desenvolvidos pela Sting Entertainment liderada por Shinichi Ito. Quatro jogos principais foram lançados ao longo dos anos 2000 e início dos anos 2010 - Riviera: The Promised Land (2002), Yggdra Union (2006), Knights in the Nightmare (2008) e Gungnir (2011). Embora um quinto jogo tenha sido brevemente sugerido em 2008, apenas spin-offs e remasterizações foram lançados entrando na década de 2020.

## Jogos
| 2002 | Riviera: The Promised Land                     |
| 2003 |                                                |
| 2004 |                                                |
| 2005 |                                                |
| 2006 | Yggdra Union: We'll Never Fight Alone          |
| 2007 | Yggdra Unison                                  |
| 2008 | Knights in the Nightmare                       |
| 2009 |                                                |
| 2010 | Blaze Union: Story to Reach the Future         |
| 2011 | Gungnir Gloria Union: Twin Fates in Blue Ocean |

### Episódio I:Riviera: The Promised Land
Riviera: The Promised Land é o primeiro jogo lançado na série Dept. Heaven. Foi lançado originalmente no Japão em 2002 para o WonderSwan Color. Um remake do jogo foi desenvolvido para o Game Boy Advance, lançado em 2004 no Japão e estreando em inglês no ano seguinte. Em 2006, uma versão remasterizada foi lançada para o PlayStation Portable, que teve um lançamento em inglês no ano seguinte. Um remaster em HD foi lançado em 2024 para Nintendo Switch, iOS, Android e Windows.
O jogo se passa no continente flutuante de Riviera. O personagem principal, Ein, sendo um residente de Asgard, é enviado pelos Sete Magi para livrar Riviera dos demônios e acaba se envolvendo em uma disputa pelo poder dormente dos Deuses através da World Tree.
Riviera é jogado quase como um romance visual, com "triggers" em cada tela que podem ser selecionados, em vez de controlar diretamente o movimento de Ein. Em batalha, Riviera se desenrola de maneira semelhante ao estereótipo de RPG, no entanto, mirar e atacar requer muito mais cuidado, devido à falta de uma capacidade explícita de decidir o alvo de um ataque, e ao fato de que todos, exceto um item, têm um número limitado de usos.
Riviera focou muito fortemente na história e na interação dos personagens, chegando ao ponto de proporcionar ao jogador a oportunidade de afetar ligeiramente o final ao desenvolver relações mais fortes através de suas ações com os membros femininos específicos do elenco.

### Episódio II:Yggdra Union: We'll Never Fight Alone
Yggdra Union: We'll Never Fight Alone se passa em um continente sem nome. O jogo narra a Guerra de Yggdra, onde o exército de Bronquia inicia uma brutal devastação pelo mundo, conquistando territórios até que a Princesa Yggdra Yuril Artwaltz, de um dos países conquistados, se levanta contra eles.
O jogo é diferente da maioria dos RPGs de Estratégia, pois você tem algum controle sobre as batalhas que normalmente só assistiria. Nessas batalhas, você pode ativar cartas e controlar as estratégias de ataque de suas unidades. Outro aspecto único do jogo é que a formação de suas unidades no mapa é muito importante, criando o sistema "Union", que é vital para a vitória.
Existem vários spin-offs deste episódio: Yggdra Unison, Blaze Union e Gloria Union. Yggdra Unison é uma reinterpretação de universo alternativo do jogo principal com doze protagonistas possíveis; Blaze Union é um prequel de Yggdra Union que se passa em Bronquia três anos antes. Gloria Union apresenta um drama pirata desconectado dos outros jogos.

### Episódio III
Nenhum nome ou informação foi revelado sobre o Episódio III, exceto que em 2008 estava sendo planejado como um MMORPG para PC.

### Episódio IV:Knights in the Nightmare
Knights in the Nightmare se passa em Aventheim, um mundo recentemente invadido por um exército demoníaco. O jogador lidera o Wisp através da história, desvendando o passado através dos eventos do presente, a fim de salvar Aventheim.
O jogo se desenrola como uma combinação de Xadrez com RPG, incluindo elementos de RPG tático em turnos e shoot 'em up. O jogador move o Wisp usando a tela sensível ao toque, ativando ataques nos personagens aliados e evitando disparos dos personagens inimigos.

### Episode IX:Gungnir
Uma história que se passa no Império de Gargandia, tendo como pano de fundo o conflito racial entre os nobres Daltania e os camponeses Leonica. Um garoto de quinze anos chamado Giulio Raguel, que faz parte da resistência Leonica, encontra a poderosa arma demoníaca Gungnir, e sua escolha de usá-la em prol da rebelião tem consequências drásticas.
Gungnir foi anunciado oficialmente na edição de 24 de fevereiro de 2011 da Weekly Famitsu. Ele combina elementos ortodoxos de RPG de estratégia com recursos de um sistema próprio e foi lançado em 19 de maio de 2011 para o PSP. Ele é desenvolvido por membros da equipe de Yggdra Union.

## Desenvolvimento
Após o anúncio de Knights in the Nightmare, foi revelado que os mundos compartilham um cenário comum por meio da localização de Asgard. Em um artigo posterior da Dengeki Maoh, foi revelado como cada jogo interage no Universo, cada um ocorrendo inicialmente em um mundo da superfície e sendo conectado de alguma forma a Asgard ou ao Underworld. Mais conexões foram reveladas quando Knights foi finalmente lançado, em particular com o lançamento do Dept. Heaven Episodes World Guidance e uma versão americana mais enxuta, The Tome of Lost Souls. Esses lançamentos explicaram as várias conexões entre os jogos e delinearam ainda mais a cultura e a história do universo em que ocorrem.
JaJa, designer e diretor de jogo de Riviera e responsável pelo sistema de jogo, cenário e design da tela de Gungnir, explicou em seu blog que o sistema de numeração dos "episódios" não dita nenhuma ordem cronológica, mas sim uma medida de originalidade. Quanto maior o número, maior a percepção da empresa sobre a originalidade do título.[carece de fontes?]
Product Team A
Embora cada episódio não seja desenvolvido com consistência, a equipe de desenvolvimento é composta por membros relativamente fixos. Shinichi Ito, o planejador, e Sunaho Tobe, o ilustrador, estão envolvidos em todas as obras até agora. Outros membros da série incluem Yukio Takatsu, Etsunori Iwanaga e Satoko Kiyuduki. Minako Adachi e Shigeki Hayashi compuseram a música para os jogos já lançados.[carece de fontes?]

## Cenário
Asgard (神界, Shinkai)
O equivalente de Dept. Heaven ao paraíso, um reino que idealiza a ordem pura. Foi estabelecido pelos deuses, seres todo-poderosos de lógica pura, que o diretor da série, Shinichi Ito, compara a programas de computador. Após o desaparecimento dos deuses no fim do Ragnarok, Asgard tem sido governado pelos Sete Magi. É o lar de uma espécie humanoide e dos anjos, com os humanoides sendo a raça dominante. As pessoas de Asgard monitoram os mundos da superfície para garantir que os demônios não tentem atravessá-los para invadir o próprio Asgard.
Embora as pessoas de Asgard possuam emoções e, portanto, o mundo não possa ser chamado de domínio estritamente ordenado, sua biologia foi significativamente alterada em relação aos humanos comuns; por exemplo, o sistema digestivo é vestigial e foi substituído por um estado dormente de reposição de nutrientes chamado SLEEP. Os humanoides comuns de Asgard, conhecidos como Servants, apareceram tanto em Yggdra Union: We'll Never Fight Alone quanto em Knights in the Nightmare, e manejam armas elétricas semelhantes a armas de fogo
Underworld (冥府, Meifu)
O equivalente de Dept. Heaven ao inferno, um reino que idealiza o caos puro. É habitado por várias raças de demônios e se expande constantemente ao conquistar e absorver mundos da superfície. Os demônios, em geral, são inimigos amargos dos povos de Asgard, pois suas existências são incompatíveis. No entanto, como os demônios possuem uma hierarquia baseada no poder e operam sob os princípios do Darwinismo Social (por exemplo, os fortes sobrevivem e os fracos perecem), não se pode dizer que é um mundo sem ordem alguma.

A versão em inglês para PSP de Riviera: The Promised Land (e a Edição Especial Japonesa) apresenta um curto cenário bônus em que Ein acidentalmente atravessa um portal para o Underworld, acompanhado por quatro heroínas ou por Ledah e Rose, e deve derrotar o deus demônio Hades para escapar. Este último cenário envolve Ein, Ledah e Rose discutindo vários elementos do universo.

De acordo com Shinichi Ito, os detalhes do cenário do Underworld são intencionalmente mantidos vagos para preservar a integridade da jogabilidade da série. As pessoas de Asgard se referem tanto ao próprio Submundo quanto aos mundos dominados por demônios como Utgard (魔界, Makai); enquanto "o Underworld" é a tradução oficial usada pela Atlus, muitos fãs se referem a ele como "Niflheim", em consonância com o tema nórdico da série.
Mundos da Superfície (地上, Chijou)
O termo geral para todos os mundos comuns habitados por mortais. Riviera, Ancardia (o mundo de Yggdra Union: We'll Never Fight Alone), Aventheim (o mundo de Knights in the Nightmare) e Gargandia (o mundo de Gungnir) são todos exemplos desses. Os mundos da superfície foram originalmente criados pelos deuses para servir como um intermédio entre Asgard e o Underworld, de modo que Asgard tivesse um aviso antecipado maior quando os demônios tentassem invadir. No entanto, Asgard tem uma política geral de não interferência para permitir que os mundos se governem e tentem se defender até que haja um perigo severo de um mundo ser dominado.

Cada mundo da superfície está conectado ao Heaven's Gate (ヘブンズゲート, Hebunzu Geeto) e, enquanto esses portões estiverem intactos, eles são considerados parte do território de Asgard. Demônios invasores criarão um Hades Gate (ハデスゲート, Hadesu Geeto) e tentarão destruir a ligação do mundo com o Heaven's Gate, após o que Asgard considerará esse mundo parte de Utgard e o abandonará.

No entanto, há casos em que demônios e deuses aparecem nos mundos da superfície sem criar um Hades Gate, como invocações por residentes desse mundo (como no caso de Zolgonark em Knights in the Nightmare) ou anomalias mágicas (a maneira como Brongaa foi atraído para Ancardia pelo puro poder de Nessiah em Yggdra Union: We'll Never Fight Alone). Em Gungnir, Giulio Raguel, portador da lança demoníaca Gungnir, é capaz de invocar vários Deuses da guerra.
Yumira (ユミラ魔郷, Yumira Makyou)
Um mundo que existe em uma fenda dimensional desconhecida pelos deuses. Diz-se que há inúmeros desses em existência, mas até agora Yumira é o único nomeado. Yumira é um mundo de ilusão que se diz ser alcançado através de um círculo mágico especial, e seu povo (chamado Yumel (ユメール人, Yumeerujin)) pratica artes mágicas que prolongam suas vidas. Pamela, a mascote da série, é uma ex-residente desse mundo.

Até agora, Yumira só apareceu na história de fundo de Nessiah, pois são eles que fizeram um contrato com ele para permitir que usasse o Power of Words em resposta ao seu pedido de ajuda.
Os Sete Magi (ゴートの七賢, Gooto no Shichiken)
Os procuradores dos deuses, e de fato os atuais governantes de Asgard. Até agora, o vilão da série, Hector, é o único que foi nomeado.

Antes humanoides comuns, aos Sete Magi foram concedido longevidade beirando a imortalidade pelos mantos especiais que vestem. Como todos se vestem da mesma forma e escondem os olhos, dão a aparência de seres que renunciaram à individualidade e transcenderam a natureza humana, mas isso é apenas uma fachada pública que usam para manter sua liderança forte. Na verdade, os sete constantemente disputam poder, formando alianças e traindo uns aos outros. Ito explica que Hector é particularmente perigoso por causa de sua brilhantismo, influência, hedonismo e senso de direito próprio.

Os Sete Magi foram os responsáveis por transformar Riviera (originalmente parte do Underworld) em um mundo da superfície, e usaram essa vitória como base para o cessar-fogo que encerrou o Ragnarok. Ito expressou interesse em criar um jogo baseado em suas batalhas políticas; a romanização da Sting para esse termo é "Goth" em vez de "Magi".
Angels (天使, Tenshi)
Uma das raças de Asgard. Os Angels foram originalmente seres artificiais criados pelos deuses e, por causa disso, não podem ser destruídos pelos deuses, apesar de tecnicamente serem mortais. Aos olhos de Asgard, os angels são um mecanismo de defesa do mundo, semelhante em existência aos anticorpos; eles compõem a maior parte da força militar de Asgard e são enviados para lutar e destruir demônios. Em particular, os Guardian Angels (守護天使, Shugotenshi), como Marietta, estão designados ao Heaven's Gate e são considerados a espinha dorsal da defesa contra demônios.

Por causa de sua origem, os angels são considerados seres sub-humanos em Asgard. Eles também passaram a ser suspeitos durante o reinado dos Magi, pois sua lealdade reside nos deuses, em vez da raça humanoide. Devido à maneira como são tratados, angels muitas vezes exibem um senso de identidade atrofiado, apesar de serem capazes de desenvolver emoções normais e livre-arbítrio uma vez expostos à sociedade.

Embora tenham sido originalmente fabricados pelos deuses, o Riviera Epilogue Disc retrata os anjos como sendo capazes de se reproduzir, como mostra Malice com sua família. Lealdade absoluta a Asgard é exigida de cada angel, e aqueles que desobedecem a qualquer ordem, pareçam ser existências irregulares ou cujas ações colocam Asgard em perigo têm seus poderes retirados e são exilados como Fallen Angels (堕天使, Datenshi) (como Nessiah, Eater e Marietta, respectivamente).
Grim Angels (告死天使, Kokushitenshi)
Uma subclasse especial de anjo. Os Grim Angels foram criados pelos deuses como último recurso para derrotar os demônios durante o Ragnarok, e violam o tabu de que apenas seres divinos podem possuir poderes divinos. Cada um deles é criado usando o sangue de um deus, e cada um é obrigado a sacrificar uma parte de si mesmo para receber uma arma todo-poderosa conhecida como Diviner (ディヴァイン, Divain). Essas "partes de si mesmos" podem ser uma parte do corpo, como suas asas, ou uma função abstrata, como a capacidade emocional. Além de Ein, todos os verdadeiros Grim Angels são facilmente identificáveis por suas asas negras com garras e leucismo da pele.

Por causa de seu imenso poder e tempo de vida relativamente curto em comparação com outros anjos, os Anjos Sombrios são considerados nada mais do que armas vivas e mantidos em estase em um mausoléu enquanto Asgard não está enfrentando uma grande ameaça. Mesmo assim, os Grim Angels realmente despertados e enviados são poucos em número, e muitos deles nunca são autorizados a despertar novamente uma vez colocados em estase. O mausoléu dos Grim Angels é retratado na sequência de abertura de Riviera.

Como Hector deseja se tornar um deus, ele é retratado dirigindo experimentos em anjos jovens do sexo feminino para criar Grim Angels artificiais ao longo da série. Três de seus sujeitos de teste são mostrados ao longo da série: #367, #549 (Primea) e Malice (#1132). De todo o experimento, Malice é o único resultado bem-sucedido conhecido. Todos os Grim Angels artificiais de Hector manejam Diviners conhecidos como Skadi (Toolus em japonês). A romanização original da Sting para este conceito é "Death Bring Angelix", uma tradução mais literal do termo "告死天使".
Demônios (魔族, Mazoku)
Os habitantes do Submundo, cuja aparência pode variar de humanoide a monstruosa. Existem três tipos: monstros de baixo nível (魔物, Mamono) (ex.: Sábio Vermelho e Tolo Azul), Accursed (インフェルノス, Inferunosu) (ex.: Isher e Dotaurus) e deuses demônios (魔神, Majin) (ex.: Brongaa e Zolgonark). Os deuses demônios estão aproximadamente no mesmo nível dos deuses de Asgard, enquanto os Accursed estão um nível abaixo, sendo seres extremamente poderosos, mas pouco inteligentes, e servos dispostos dos deuses demônios criados a partir de partes de seus corpos. É possível que demônios ganhem e percam poder e mudem de classificação, um tipo de "mobilidade de classe" que só é possível em sua sociedade fluida.

Além dos habitantes nascidos no Underworld, é possível que mortais e até mesmo o povo de Asgard se tornem demônios. Isso pode ocorrer de duas maneiras: através de um contrato (como nos casos de Marietta, os ancestrais de Gulcasa e, muito provavelmente, Julio), ou sendo amaldiçoados (como com Nordich e Piche).

Embora os demônios desejem instintivamente o poder e entrem em conflito com a sociedade ordenada, há casos representados de demônios de nível monstro muito fracos decidindo se estabelecer na sociedade mortal como residentes dos mundos da superfície (o Sábio e o Tolo, os ancestrais dos Arcs) e até demônios muito poderosos sendo capazes de reprimir seus instintos e viver como humanos (Gulcasa).
Sprites (精霊, Seirei)
Uma espécie de seres humanoides baseados em elementos que são simbioticamente conectados ao seu ambiente. Eles são a raça dominante em Riviera, e alguns tipos também aparecem em outros mundos, como os Undines e fadas que vivem em Ancardia. Os Sprites foram originalmente escravos dos demônios, mas foram libertados após o Ragnarok e servem como mantenedores dos mundos da superfície, particularmente em Riviera. Muitos deles refletem fisicamente seu ambiente natural, como harpias e dríades, enquanto aqueles que descendem de demônios assimilados ainda mantêm traços demoníacos, como os Arcs. Sugere-se que os humanos estão lentamente evoluindo para Sprites também, como evidenciado pelo surgimento da nova raça Haine (ex.: Fia, Lina, Cierra). 

Entidades simbióticas como Ursula e Seth também são Sprites, embora tenham poderes especiais como entidades criadas diretamente pelos deuses. Ambos são vistos pelos Sprites de Riviera como deusas.
Ragnarok (神魔戦争, Shinmasensou)
Uma grande guerra entre Asgard e o Underworld que começou quando Zolgonark subiu ao poder e organizou as forças dos demônios. Os demônios invadiram em massa e tentaram tomar os mundos da superfície, e Asgard os defendeu da melhor maneira possível; a guerra foi principalmente um vaivém de dominação sobre os mundos da superfície. Quando os deuses perceberam que as coisas estavam inclinando a favor dos demônios, retaliaram criando os Grim Angels. Após a vitória dos Grim Angels e o cessar-fogo estabelecido pelos Sete Magi, os deuses selaram os restos de seu poder em Riviera, encarregaram os Sprites de sua defesa e desapareceram. Embora o tempo flua de maneira ligeiramente diferente em cada mundo da superfície, diz-se que o Ragnarok ocorreu aproximadamente mil anos atrás em cada mundo no momento em que seus respectivos jogos ocorrem.

Ragnarok não deve ser confundido com a guerra entre as forças de Yggdra e Asgard, que ocorre nos finais C e D de Yggdra Union: We'll Never Fight Alone. Embora traduzido erroneamente como "Ragnarok" pela Atlus, essa guerra é chamada de "Shinkaisensou (神界戦争)" e é traduzida literalmente como "a Guerra de Asgard".

## References
1. ↑  «Yggdra Union 3-in-1 Physical Package Coming to Japan» (em inglês). 5 de setembro de 2023
2. 1 2 3 4  «Sting Teases Riviera: The Promised Land Remaster» (em inglês). 12 de junho de 2023
3. ↑  «Steam版 『Riviera～約束の地リヴィエラ～』近日配信開始！！». 株式会社スティング | ゲーム (em japonês). 25 de junho de 2024. Consultado em 13 de fevereiro de 2025
4. ↑  «DSの特色を最大限に生かすために！ 『ナイツ・イン・ザ・ナイトメア』インタビュー». Dengeki Online (em japonês). 1 de outubro de 2008. Consultado em 13 de fevereiro de 2025. Arquivado do original em 6 de novembro de 2012
5. ↑  «スティングならではのこだわりを満載した新作RPG『ナイツ・イン・ザ・ナイトメア』 - ファミ通.com». www.famitsu.com (em japonês). Consultado em 17 de fevereiro de 2008. Cópia arquivada em 7 de abril de 2023
6. ↑  «られしは». Dengeki Maoh. Abril de 2008: 502–503
7. ↑  ナイツ・イン・ザ・ナイトメア 公式設定資料集 ~Dept. Heaven Episodes World Guidance~ (em japonês). [S.l.]: Softbak Creative. 2008. ISBN 978-4797348798
8. ↑  Knights in Nightmare Art Book Tome of Lost Souls (em inglês). [S.l.]: Atlus USA. 2009. ASIN B002C7XMU4
9. 1 2  ナイツ・イン・ザ・ナイトメア 公式設定資料集 ~Dept. Heaven Episodes World Guidance~ (em japonês). [S.l.]: Softbak Creative. 2008. p. 120. ISBN 978-4797348798
10. 1 2 3 4  ナイツ・イン・ザ・ナイトメア 公式設定資料集 ~Dept. Heaven Episodes World Guidance~ (em japonês). [S.l.]: Softbak Creative. 2008. p. 118-119. ISBN 978-4797348798
11. 1 2 3 4  ナイツ・イン・ザ・ナイトメア 公式設定資料集 ~Dept. Heaven Episodes World Guidance~ (em japonês). [S.l.]: Softbak Creative. 2008. p. 114-115. ISBN 978-4797348798
12. 1 2 3  ナイツ・イン・ザ・ナイトメア 公式設定資料集 ~Dept. Heaven Episodes World Guidance~ (em japonês). [S.l.]: Softbak Creative. 2008. p. 110-111. ISBN 978-4797348798
13. 1 2  ナイツ・イン・ザ・ナイトメア 公式設定資料集 ~Dept. Heaven Episodes World Guidance~ (em japonês). [S.l.]: Softbak Creative. 2008. p. 130-133. ISBN 978-4797348798
14. 1 2 3  ナイツ・イン・ザ・ナイトメア 公式設定資料集 ~Dept. Heaven Episodes World Guidance~ (em japonês). [S.l.]: Softbak Creative. 2008. p. 112-113. ISBN 978-4797348798
15. ↑  ナイツ・イン・ザ・ナイトメア 公式設定資料集 ~Dept. Heaven Episodes World Guidance~ (em japonês). [S.l.]: Softbak Creative. 2008. p. 108-109. ISBN 978-4797348798
16. ↑  ナイツ・イン・ザ・ナイトメア 公式設定資料集 ~Dept. Heaven Episodes World Guidance~ (em japonês). [S.l.]: Softbak Creative. 2008. p. 122-129. ISBN 978-4797348798

## External links
- «Sítio oficial» (em STING official website) (em japonês)
- «Sítio oficial» (em Dept. Heaven series official page) (em japonês)
- JaJa's development blog.